# Maharda
Maharda (arab. ‏محردة‎) – miasto w Syrii, w muhafazie Hama, siedziba dystryktu. W spisie z 2004 roku liczyło 17 578 mieszkańców, głównie chrześcijan.

## Położenie
Maharda położona jest nad rzeką Orontes, od wschodu sąsiaduje bezpośrednio z miastem Halfaja, od zachodu zaś z Szajzarem. Na obrzeżach miasta znajduje się elektrownia. W pobliżu Mahardy, nad Orontesem znajduje się starożytny rzymski most.

## Historia
W Mahardzie urodził się Ignacy IV, prawosławny patriarcha Antiochii, a także lekkoatletka Ghada Shouaa, mistrzyni olimpijska.
Podczas wojny w Syrii mieszkańcy poparli prezydenta Baszara al-Asada. Odtąd Mahardy bronił oddział ochotniczych Siły Obrony Narodowej (NDF). Od sierpnia 2014 roku miejscowość była celem wielokrotnych ataków ze strony formacji terrorystycznej Dżabhat an-Nusra, jako że znajdowała się przy linii frontu z opanowaną przez terrorystów muhafazą Idlibu. W 2019 roku w Mahardzie był obecny oddział rosyjski.